# Иностранный член
Иностра́нный член — наименование типа членства (участия), предусмотренного уставами ряда национальных организаций, преимущественно научных обществ, для иностранных граждан. Обычно данный статус приобретают лица, имеющие какие-либо заслуги перед соответствующей организацией, страной её местопребывания или же профессиональные достижения глобального масштаба. Наиболее характерный случай — избрание иностранных членов национальными академиями наук различных государств. 

## В академиях наук
Иностранными членами академий наук становятся крупные учёные мирового класса, сотрудничавшие с учёными из страны, которую представляет академия. Избрание иностранных членов происходит в РАН, РАО, РАХ (Россия), в Лондонском королевском обществе, в Датской, Китайской и других академиях (см. соответствующие списки). 
Помимо учёных, напрямую избранных иностранными членами, по уставам многих академий, в иностранных членов автоматически превращаются учёные с отечественным членством, при изменении ими гражданства или переезде в другую страну на постоянное место жительства. В некоторых случаях предусмотрен и противоположный переход: так, учёные, являвшиеся иностранными членами Китайской академия наук, становятся действительными членами со всеми соответствующими правами и обязанностями, при принятии гражданства КНР.
В Российской академии наук (РАН) в настоящее время насчитывается более 480 иностранных членов — граждан США, Франции, Украины и многих других стран. Последние выборы прошли в ноябре 2019 года, иностранными членами РАН стали 44 учёных. На предпоследних выборах в 2016 году было избрано 63 новых члена (в том числе бывший ректор «Сколтеха» Эдвард Кроули), среди которых 7 нобелевских лауреатов. В свою очередь, видные российские учёные нередко становятся членами не российских академий. Например, физик Ж. И. Алфёров являлся иностранным членом Национальной академии наук США, Академии наук Республики Беларусь и нескольких других академий.
В Китайскую академию наук избрано 88 иностранцев (на весну 2019 года); около 40 % из них составляют учёные разных стран, в основном США, имеющие китайские корни.
Иностранным членам академий наук выдаются соответствующие дипломы. Лица со статусом иностранного члена принимают участие в деятельности избравшей их академии дистанционно и очно, выступают с докладами, имеют совещательный голос при обсуждении текущих вопросов.

### Нюансы терминологии
Вместо статуса под названием «иностранный член», зарубежные учёные в некоторых случаях получают (получали) иные статусы, если так принято или было принято в конкретной академии. В частности, в предшественницах РАН — ПАН и АН СССР до 1959 года — не существовало категории «иностранные члены», а иностранцы избирались почётными членами либо, в ПАН, членами-корреспондентами. Ныне в ряде научных обществ, например в Академии наук Австралии, для иностранцев предназначен именно статус «члена-корреспондента». Уточнение «-корреспондент» в данном контексте несёт (несло) тот смысл, что избранный учёный, по территориальным или визовым причинам, будет контактировать с академией преимущественно путём переписки [основное современное значение термина «член-корреспондент» иное]. Имеются академии, среди них РАЕН и РАЕ, где при избрании на какой бы то ни было статус вообще нет ограничений по гражданству, хотя для государственных академий это нетипично.

## Вне академической сферы
В национальных организациях вне научно-академической сферы, как и в академиях, возможность приёма граждан других государств регламентируется уставами. В случае общественного объединения обычно дополнительно необходимо, чтобы оно не являлось политическим. Но, как бы то ни было, кроме академий, наличие отдельного документируемого статуса, именуемого «иностранный член», не распространено — вместо этого допускается просто участие иностранных граждан наравне с местными, без какого-то особого положения. В подобной ситуации оказывается, например, россиянин, зарегистрировавшийся в сетевом сообществе другой страны. 
Иногда слова «иностранный», «зарубежный» добавляются к слову «член» по ситуации, не образуя устойчивого слитного понятия (как то: «иностранный член [символического] клуба Григория Федотова», «иностранный член [не зарегистрированного] общества выпускников школы»), в отличие от строгого термина, используемого в академиях.

## Значение
Практика участия иностранных членов в организациях служит интернационализации в разных сферах и на разных уровнях. В случае академий наук — в науке и образовании, поскольку за учёными, избранными персонально, стоят возглавляемые ими исследовательские лаборатории и институты. Говоря о значении иностранных членов РАН, нобелевский лауреат В. Л. Гинзбург акцентировал: «Их роль чрезвычайно важна. Ведь для всего мира они своего рода проводники достижений российской науки, они обеспечивают надёжные связи [российских] учёных со своими зарубежными коллегами». 